# 쾌도천사 트윈 엔젤
《쾌도천사 트윈 엔젤》(快盗天使ツインエンジェル かいとうてんし-[*])는 2006년 토리비를 통해 발매된 파칭코 기이다.
토리비 5호기 제 1탄으로 개발은 서미가 맡았다.
2008년에는 슬롯 머신 중 최초로 OVA 2권이 나왔다.
2009년 2월 6일에 후속 기종인 《쾌도천사 트윈 엔젤 2》발매가 예정되어 있음을 발표하고 4월, 홀에서 가동을 시작했다.
2011년 여름분기(3분기)에 쾌도천사 트윈엔젤이 일본 bs11채널에서 방영을 시작하였다 제작사는 j.c스태프 이다
정확한 타이틀은 쾌도천사 '트윈엔젤 ~ 큥큥☆두근두근 파라다이스!!~'이다(快盗天使ツインエンジェル～キュンキュン☆ときめきパラダイス!!～)